# Acer hyrcanum
Acer hyrcanum är en kinesträdsväxtart. Acer hyrcanum ingår i släktet lönnar, och familjen kinesträdsväxter.

## Underarter
Arten delas in i följande underarter:
- A. h. hyrcanum
- A. h. intermedium
- A. h. keckianum
- A. h. sphaerocaryum
- A. h. stevenii
- A. h. tauricolum